# عبد الله الربيعة
عبد الله بن عبد العزيز بن محمد الربيعة (ولد في 23 فبراير 1955م بمدينة الرياض) هو طبيب جرّاح سعودي مُختصّ بجراحة الأطفال، خصوصًا عمليات فصل التوائم السيامية التي بدأها منذ عام 1990. وهومستشار بالديوان الملكي السعودي. ويشغل منصب المشرف العام على مركز الملك سلمان للإغاثة والأعمال الإنسانية من مايو 2015. شغلّ إلى جانب عمله طبيباً العديد من المناصب القيادية الهامّة، منها منصب وزير الصحة في السعودية على مدار ستة أعوامٍ متتالية. ومنصب رئيس مستشفى الملك فيصل التخصصي في الرياض، كما عمل مديراً لجامعة الملك سعود للعلوم الصحية، وأستاذاً بكلية الطب بجامعة الملك سعود بالرياض.

## النشأة
ولد عبد الله بن عبد العزيز الربيعة في مكة بالمملكة العربية السعودية، في 23 فبراير 1955. عندما كان الربيعة صبيًا صغيرًا، سقط من دراجته وأصاب نفسه وتتطلب الجرح غرزًا قام بها الطبيب المعالج دون أي مخدر. تسبب هذا في الكثير من الألم والانزعاج للربيعة وكان بداية اهتمامه بالعالم الطبي. بتشجيع من والده، قرر الربيعة دراسة الطب للمساعدة في تقليل وتخفيف معاناة وألم المحتاجين. اليوم، يُعرف الربيعة بأنه واحد من أشهر جراحي الأطفال في العالم والمتخصصين في فصل التوائم الملتصقة.

## التعليم
أدرك الربيعة حلمه في أن يصبح طبيباً من خلال التحاقه أولاً بجامعة الملك سعود بالرياض، حيث حصل على درجتي البكالوريوس في الطب وبكالوريوس الجراحة في يوليو 1979 - (حصل على المركز الأول).
تقدم إلى فترة التدريب التي خدمها واستكملها في أغسطس 1980 في مستشفى الملك خالد الجامعي بالرياض. في عام 1981، حصل الربيعة على ترخيص رسمي لممارسة الطب، ثم قرر مواصلة دراسته في كندا، وحضر في مستشفى جامعة ألبرتا وإدمونتون (1985) ومستشفى IWK للأطفال وجامعة دالهوزي وهاليفاكس ونوفا سكوشيا (1987) حيث أكمل الزمالات في الجراحة العامة وجراحة الأطفال، على التوالي.

## المؤهلات
- بكالوريس طب وجراحة من جامعة الملك سعود عام 1979م / 1399 هـ.
- الامتياز في مستشفى الملك خالد الجامعي من 1 سبتمبر 1979م إلى 31 أغسطس 1980م.
- ماجستير العلوم الجراحية بجامعة ألبرتا بكندا يونيو 1985 م.
- زمالة جراحة الأطفال، دالهاوسي بكندا عام 1987.[6]

## مناصبه
- المشرف على مركز الملك سلمان للإغاثة والأعمال الإنسانية (مايو 2015 - إلى الآن).
- مستشار في الديوان الملكي السعودي (21 أبريل 2014 - إلى الآن).
- وزير الصحة (فبراير 2009 - أبريل 2014).
- رئيس مستشفى الملك فيصل التخصصي (أغسطس 2010 - أبريل 2014).
- رئيس مجلس أمناء الهيئة السعودية للتخصصات الصحية (15 فبراير 2009 - 21 أبريل 2014).
- المدير العام التنفيذي للشؤون الصحية بالحرس الوطني (يوليو 2003 - فبراير 2009).
- مدير جامعة الملك سعود بن عبد العزيز للعلوم الصحية (مايو 2005 - فبراير 2009).
- نائب المدير العام التنفيذي للشؤون الصحية بالحرس الوطني (يوليو 1995 - يوليو 2003).
- المدير المشارك للمجلس التنفيذي الطبي قسم الجراحة بمستشفى الملك فيصل التخصصي ومركز الأبحاث (ديسمبر 1994 - يوليو 1995).
- مساعد مدير المركز الطبي بمستشفى الملك فيصل التخصصي ومركز الأبحاث (1994 - 1995م).
- استشاري جراحة الأطفال بمستشفى الملك فيصل التخصصي ومركز الأبحاث بالرياض منذ 1 يناير 1991.
- كبير الأطباء بمستشفى الملك خالد الجامعي بالرياض (1 أغسطس 1990 - 30 سبتمبر 1990).
- استشاري جراحة الأطفال بمستشفى الملك خالد بالحرس الوطني بجدة منذ 11 أبريل 1990.
- استشاري جراحة الأطفال بمستشفى الملك خالد الجامعي بالرياض (1 يناير 1988 - 1 يناير 1991).[3][7][8][9][10][11][12]

## حياته المهنية

### المشرف العام على مركز الملك سلمان للإغاثة والإغاثة الإنسانية
يشغل عبد الله بن عبد العزيز الربيعة حالياً منصب المشرف العام على مركز الملك سلمان للإغاثة والإغاثة الإنسانية (المعروف باسم KSrelief)، ومقره في الرياض.
افتُتح مركز الملك سلمان للإغاثة والأعمال الإنسانية في 13 مايو 2015 من قبل خادم الحرمين الشريفين -الملك سلمان بن عبد العزيز آل سعود- والغرض منه هو العمل كمنظمة لرصد المساعدات وكمزود مباشر للمساعدات الإنسانية السعودية والإغاثة التي تُدار في جميع أنحاء العالم.
عندما بدأ الربيعة في العمل في مركز الإغاثة، أدرك أن تفويض المنظمة لا يشبه أي شيء سبق رؤيته في المملكة. بدءًا بـ 50 موظف أو أقل، وصلت أعداد المركز اليوم إلى 195 موظفًا وحقق المركز الكثير من حيث المساعدات الإنسانية والإغاثة في جميع أنحاء العالم. بصفته المشرف العام، يتمثل دور الربيعة في توجيه الجهود الدولية لتوفير مساعدة نزيهة وموضوعية خارج المملكة العربية السعودية للمحتاجين. بالعمل من جانب واحد ومع قائمة رائعة من الشركاء في المجال الإنساني والحكومي -اعتبارًا من يناير 2017- أشرف الربيع على 176 مشروعًا للإغاثة والإغاثة في 37 دولة. تشمل المجالات الرئيسية المُركز عليها مشروعات الأمن الغذائي والصحة والمياه والصرف الصحي والتعليم والنساء والأطفال والتطعيم والمأوى. يعمل المركز أيضًا على إنشاء برنامج تطوعي ومركز أبحاث إنسانية.
عند سؤاله عن إخلاصه لأسباب إنسانية، قدم الربيعة كل التقدير لخادم الحرمين الشريفين -الملك سلمان- قائلاً: «إن خادم الحرمين الشريفين -الملك سلمان بن عبد العزيز آل سعود- يؤكد على أن إرشادات مركزنا يجب أن تؤدي واجباتها بطريقة غير منحازة، بناءً على الحاجة وحسب بغض النظر عن أي اعتبارات أخرى.» على المركز أيضًا الالتزام بالقواعد الدولية المعتمدة والمفاهيم الإنسانية المقبولة على نطاق واسع.
طوال فترة حياته المهنية، شغل الربيعة مناصب عديدة من مناصب السلطة، وحقق توازنًا ناجحًا بين واجباته كمسؤول وسياسي وطبيب لصالح الجميع. إن تفانيه في الخدمة العامة كهدف أساسي له يسمح له بالقيام بواجبات متنوعة مع التركيز على خدمة بلده والإنسانية.

### عمله في الصحة
بسبب نجاح الربيع في أدواره المختلفة، اختاره الملك الراحل عبد الله بن عبد العزيز آل سعود لتولي منصب وزير الصحة للمملكة العربية السعودية. قبل الربيعة الوظيفة بسهولة وعُيّن في 14 فبراير 2009.
بعض من نجاحاته البارزة خلال فترة عمله وزيراً للصحة:
- أطلقت خطة الرعاية الصحية المتكاملة والشاملة. كان لتطبيق ICHCP تأثير كبير على إصلاح قطاع الرعاية الصحية بأكمله في المملكة بهدف توفير أعلى مستوى ممكن من الرعاية للجميع.[17]
- إنشاء مستشفيات جديدة (79) ومراكز للرعاية الصحية الأولية (824)، وكذلك تطوير العديد من المرافق الصحية القائمة.
- الموافقة على بناء 5 مدن طبية في الشمال والجنوب والشرق والغرب (المستوى الرباعي) كجزء من ICHCP بموجب مرسوم ملكي. بلغت الميزانية المخصصة للمدن 3.7 مليار دولار أمريكي، مما جعل وزارة الصحة السعودية واحدة من أكبر المستثمرين في الشرق الأوسط.
- نظام الإحالة الطبية الإلكترونية. الإحالة الطبية هي عملية توجيه أو إعادة توجيه المريض إلى المستوى الأمثل، عادةً من المستويات المحتملة الأقل إلى المحتملة بشكل أكبر.[18]
- برنامج جراحة ليوم واحد لتحسين موارد غرفة العمليات والمساعدة في التخفيف من النقص في أسرة المستشفيات.
- برنامج الرعاية الصحية المنزلية.
- قاعدة بيانات مركزية لاستخدام الدواء من قبل الموظفين السريريين والطبيين لتسجيل الآثار الجانبية للدواء ومؤشرات كونترا لتقليل الأخطاء الطبية.
- توصيل خدمات تكنولوجيا المعلومات الوطنية لجميع المرافق الطبية.
- برنامج حقوق المريض والعلاقات.
- برنامج الاستاذ الزائر لخدمة المناطق النائية. برنامج الرعاية الصحية المنزلية.
- صوت المواطن الإلكتروني (تعليقات عامة متعلقة بقطاع الصحة).[19]
- مساعد نائب وزير الاقتصاد الصحي والاستثمار.
- الشراكة بين القطاعين العام والخاص للاستثمار الصحي الحكومي.
- الاعتماد الوطني والدولي للمرافق الصحية.
- المركز الوطني للمعلومات الصحية.
- الرواتب موحدة للموظفين الطبيين والسريريين لضمان العدالة.
- تطبيق نظام المكافآت والحوافز على أساس أداء الطبيب.[20]
- عينت أول امرأة في تاريخ وزارة الصحة إلى مستوى وكيل الوزارة المساعد للخدمات الطبية.
- الحج - وزارة الصحة: تحسين خدمات الحج الطبية لضمان مزيد من السلامة للحجاج، وكذلك تنفيذ مفهوم التجمع الجماهيري (إعلان جدة) كما أقرته منظمة الصحة العالمية. تعتبر المملكة العربية السعودية الآن سلطة مشهورة عالميًا على التجمعات الجماهيرية، وهي مورد للبحث والمراجع في هذا المجال.[21]
  - تقديم خدمات متخصصة للحالات التي تهدد الحياة مثل العمليات الجراحية في القلب المفتوح وغيرها من أمراض القلب الخطيرة، وكذلك تقديم الخدمات الطبية بانتظام حسب الضرورة.
  - نفذت أعلى كفاءة ونظم المراقبة الدولية والوطنية للحد من الأمراض المعدية خلال موسم الحج.

### وزيرا للصحة
اعتمدت وزارة الصحة أثناء فترة تولي د. عبد الله الربيعة خطة «المشروع الوطني للرعاية المتكاملة» لتوزيع الخدمات الصحية في السعودية، واعتمدت شعار «المريض أولا» الذي يهدف لتعزيز حقوق المريض، كما حصل 15 مستشفى على شهادة الاعتماد من هيئة المستشفيات الأمريكية و 52 مستشفى على شهادة الاعتماد الوطني، وهي محاولة لضبط معايير تقييم جودة الخدمات الصحية في البلاد.

#### انتقادات
انتقد الوزير الربيعة من العديد من المسؤولين مثل الأمير سطام بن عبد العزيز، أمير منطقة الرياض السابق بسبب إغلاق مدراء المستشفيات الحكومية الأبواب أمام المراجعين، وشاركه في ذلك أمير منطقة حائل الأمير سعود بن عبد المحسن ل«تردي الخدمات الصحية في المنطقة»., والأمير فيصل بن عبد الله بن عبد العزيز، رئيس هيئة الهلال الأحمر السعودي في ديسمبر 2013 ل«ضعف أداء وزارة الصحة ومستشفياتها» كما طالبه العديد من الكتاب والإعلاميين بالاستقالة مثل عبد العزيز الغيامه وتركي العجمه وصلاح الغيدان.
حدث في عهده العديد من الأخطاء الطبية مثل نقل دم ملوث بفيروس نقص المناعة لمريضة.
كما أثار انتقاد المؤيدين للتأمين الصحي بسبب رفضه مشروع التأمين الصحي الحكومي الذي تم دراسته على عهد وزير الصحة الأسبق حمد المانع، وكان المشروع على وشك الاعتماد قبل توليه المنصب. دافع الربيعة عن القرار بحجة أنه يحتاج لدراسة أطول.

### توأمان ملتصقان
بصفته جراحًا في طب الأطفال، كان الربيعة متحمسًا لتخصصه المختار واستمر طوال فترات تعيينه المختلفة في إجراء انفصال عن التوائم الملتصقة. قام بفصله الأول عن التوأم الملتصقتين بالسعودية في مستشفى الملك فيصل التخصصي ومركز الأبحاث، الرياض في ديسمبر 1990، بالإضافة إلى ثلاث عمليات أخرى. منذ عام 1996، استعرض الربيعة والفريق السعودي 99 حالة وأجرى 42 عملية فصل ناجحة لتوأم ملتصقين من 19 دولة. أُجريت 38 من هذه العمليات الجراحية في وزارة الصحة بالحرس الوطني - مدينة الملك عبد العزيز الطبية بالرياض. جميع عمليات الانفصال تمت برعاية كاملة من قبل قيادة المملكة العربية السعودية.
كانت واحدة من أكثر الحالات تعقيدًا التي قام بها الربيعة بناءً على طلب من الملك الراحل عبد الله بن عبد العزيز آل سعود بخصوص التوأم الماليزي الملتصق، أحمد ومحمد. ناشد الأهل المملكة العربية السعودية لمساعدتهم. بقبول التحدي، وافق الربيعة على طلب الملك عبد الله الراحل وأجرى العملية الجراحية للتوائم في سبتمبر 2002. استغرقت المراحل الجراحية العديدة 23.5 ساعة وأدت إلى انفصال ناجح للأولاد. حتى هذا التاريخ، يعتبر الربيعة هذه العملية من أصعب العمليات، ولكنه يعتبرها أيضًا واحدة من أعظم إنجازاته كجراح.
بناءً على معرفته والتزامه بهؤلاء الأطفال المميزين، كتب الربيعة كتابًا باللغة العربية بعنوان تجربتي مع التوائم الملتصقة، واختُصر هذا الكتاب للغة الإنجليزية (4 طبعات).
الربيعة هو أحد الأعضاء المؤسسين لنادي الرياض لجراحة الأطفال (1993)، ويشغل منصب رئيس مجلس الإدارة حتى يومنا هذا. يضم النادي الآن أكثر من 200 عضو.

### عمله الجراحي
يختص الدكتور عبد الله الربيعة بحالات التصاق التوائم حيث أشرف على حالة (127) توأمًا ملتصقًا من (23) دولة، وأجرى بنجاح (55) عملية فصل معقدة لتوائم سيامية، ثلاثة منهم توائم طفيلية، وكانت هناك محاولة للفصل، أما البقية فكانت توائم سيامية كاملة، أما بالنسبة لبقية الحالات فلم تكن قابلة للفصل من الناحية الطبية والإنسانية.
و تعبيرًا عن امتنانها لما قام به الدكتور الربيعة من أعمال كتبت الأديبة الرومانية دومنيكا اليزل رواية جعلت منه بطلاً لها، وأهدت أول نسخة منها إلى الملك عبد الله بن عبد العزيز لرعايته تكاليف العملية.

## حياته الشخصية
الربيعة هو أب لثمانية أطفال - سبع فتيات (بما في ذلك مجموعة من التوائم المتماثلة)، وصبي واحد. يسير ابنه خالد على خطاه وهو طبيب متخصص في جراحة المسالك البولية. بدأ خالد أيضًا مسيرته من خلال الدراسة في جامعة الملك سعود واستكمال زمالة في كندا.
عبد الله الربيعة معروف بالحفاظ على علاقات جيدة مع الناس من حوله. لا يزال على اتصال بالمرضى وعائلاتهم الذين أقر الكثير منهم وأشادوا بمساهمته الاستثنائية وتأثيره على حياتهم.

## الأوسمة
- وسام الملك عبد العزيز من الدرجة الأولى في (نوفمبر 2002م).
- وسام الملك عبد العزيز من الدرجة الممتازة في (نوفمبر 2003م)[1]
- وسام الاستحقاق من جمهورية بولندا من الدرجة الأولى (أغسطس 2005م) بدرجة قائد.
- وسام الاستحقاق العسكري الطبي من الجيش الأمريكي (2002م).
- وسام هيئة الأطباء البولنديين للخدمات الإنسانية (2007م).
- ميدالية التميز في جراحة الأطفال وفصل التوائم (يناير 2008م) من الأكادمية الطبية البولندية.
- جائزة الشيخ حمدان بن راشد آل مكتوم للعلوم الطبية في دورتها السابعة 2011-2012م.[35]
- فاز بجائزة الاعتدال في دورتها الثالثة للعام 2019.[36]
- جائزة محمد بن راشد آل مكتوم للتسامح عن فئة الفكر الإنساني لمبادرات فصل التوائم السيامية من جميع الجنسيات حول العالم عام 2020.[37]

## مؤلفات
ألف الربيعة (4) كتب تتعلق بالتوائم السيامية وطب جراحة الأطفال. كما ألف وشارك في نشر أكثر من (72) بحثاً وورقة عمل في مجلات علمية مختصة ومحكمة.
| الكتاب                     | سنة النشر | ملاحظات                                          |
| -------------------------- | --------- | ------------------------------------------------ |
| تجربتي مع التوائم السيامية | 2009      | كتب مقدمته الملك عبد الله بن عبد العزيز آل سعود. |

## روابط خارجية
الوزير المانع يترافع لكم..وللتاريخ!